# Hofanlage Hannoversche Straße 1
Die Hofanlage Hannoversche Straße 1 in Asendorf (Landkreis Diepholz) in der niedersächsischen Samtgemeinde Bruchhausen-Vilsen an der Bundesstraße 6, stammt wohl vom frühen 20. Jahrhundert.
Aktuell (2023) wird es wohl landwirtschaftlich genutzt.
Die Gebäude stehen unter Denkmalschutz (siehe auch Liste der Baudenkmale in Asendorf (Landkreis Diepholz)).

## Beschreibung
Die Hofanlage besteht aus:

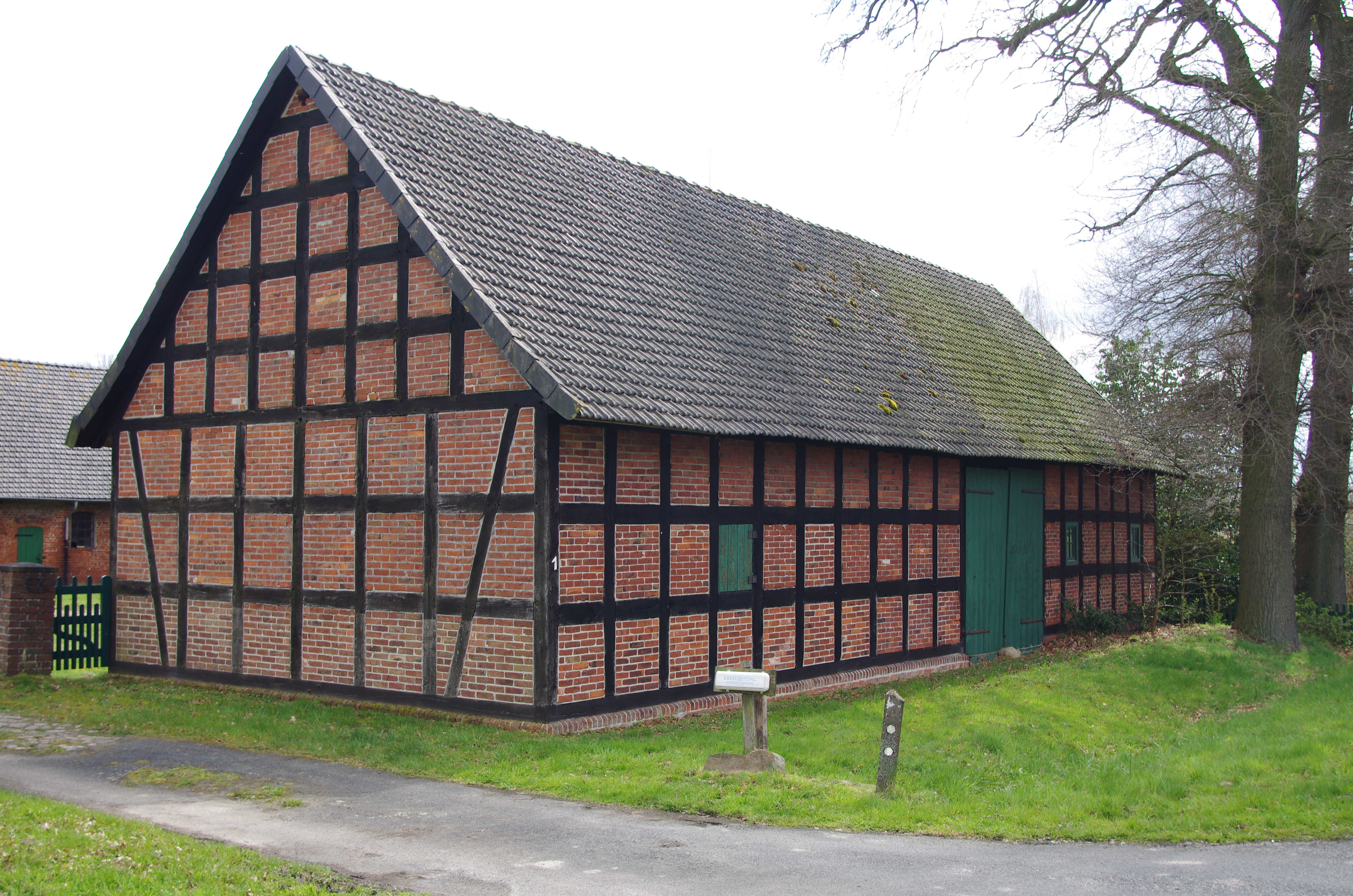
Remise

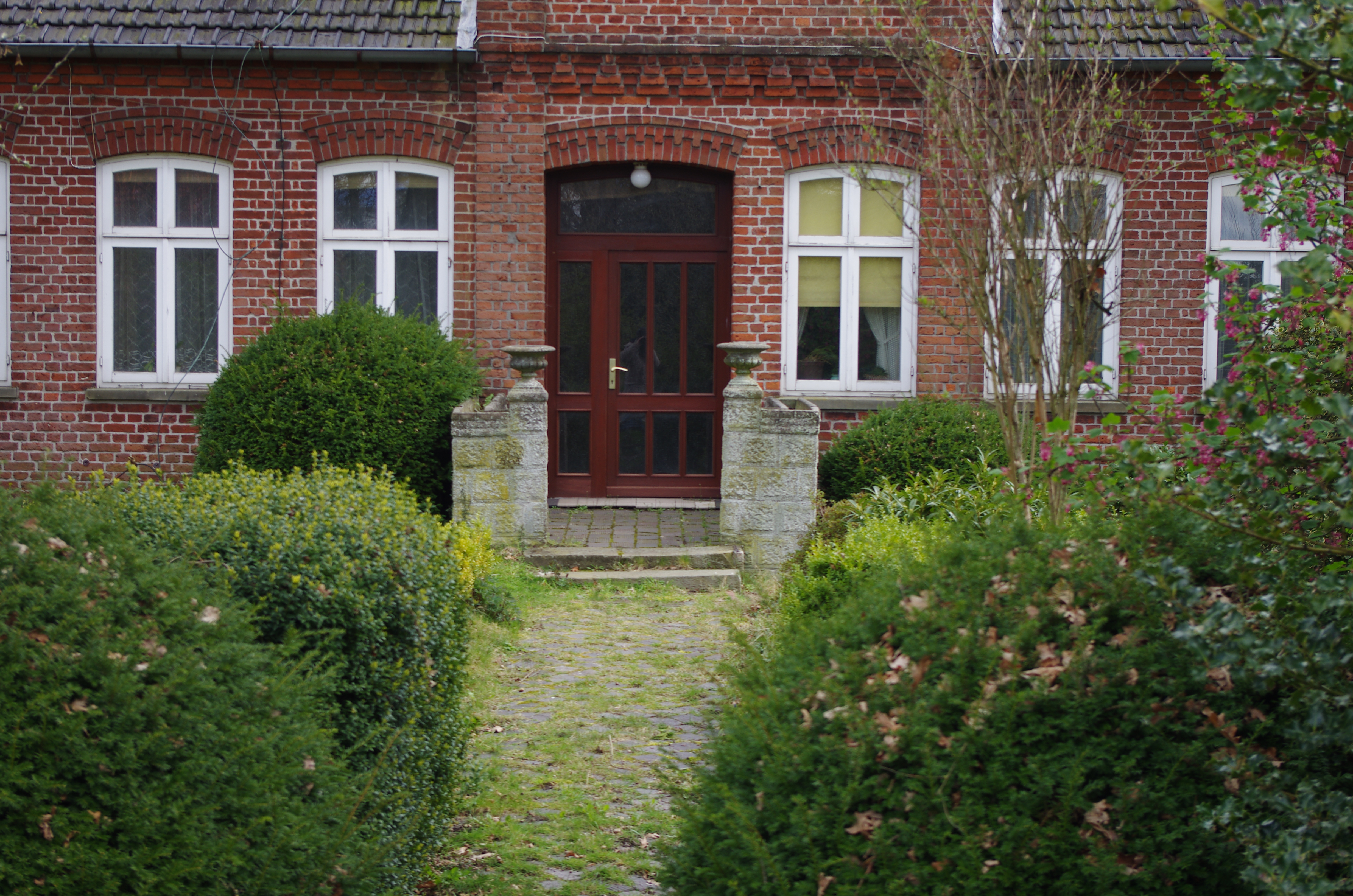
Sandsteinpfeiler

- dem eingeschossigen traufständigen massiven dekorativ verklinkerten Wohn- und Wirtschaftsgebäude von um 1900  mit Krüppelwalmdach, Dachhaus, Segmentbogenöffnungen und Mittelgesimse im Giebel,
- dem eingeschossigen verklinkerten langgestreckten Stall mit Satteldach und zwei Dachhäusern,
- der eingeschossigen Remise in Fachwerk mit Steinausfachungen, mit Satteldach und Quereinfahrt,
- den zwei Sandsteinpfeilern vor dem Eingang,
- und weiteren nicht denkmalgeschützten Nebengebäuden.